# Cagiva C593
La Cagiva C593 fue un modelo de motocicleta de competición, del fabricante Cagiva, que participó en el Campeonato del Mundo de Motociclismo en la categoría de 500 cc durante la temporada 1993.
El nombre de la motocicleta está formado por una amalgama de palabras y letras, a saber, la "C", el "5" y el "93". La "C" representa la compañía (Cagiva), el "5" representa la clase en la que la motocicleta compitió, así como la capacidad del motor (500) y el "93" representa la temporada en la que corrió la motocicleta (1993).

## Temporada 1993
Al igual que en la temporada anterior, los pilotos Cagiva continuaron siendo competitivos, a pesar de no ser tan fuertes como los pilotos de Yamaha, Honda o Suzuki. Doug Chandler llevó frecuentemente a la motocicleta a la zona de puntos, logrando conseguir un tercer lugar en la primera carrera de la temporada en Australia, carrera donde luchó palmo a palmo con la Yamaha oficial de Wayne Rainey por el segundo lugar, batalla que quedó del lado del piloto de Yamaha.
Sin embargo, el punto más alto de la temporada llegó cuando John Kocinski se unió al equipo al final de la temporada después de que el equipo oficial Suzuki de 250cc lo despidiera. Kocinski consiguió la primera y única victoria de la temporada para Cagiva en el Gran Premio de Estados Unidos de 1993 cuando los rivales en las aparentemente mejores motocicletas se cayeran o retirarán. Mat Mladin, el piloto sustituto Joan Garriga y el invitado Carl Fogarty también consiguieron una buena cantidad de puntos, el equipo consiguió un total de 199 puntos y obtuvo dos podios, uno de los cuales fue una victoria.

## Resultados

### Campeonato del Mundo de Motociclismo
(Clave) (negrita indica pole position) (cursiva indica vuelta rápida)

| Año  | Equipo               | N.º | Piloto        | 1   | 2   | 3   | 4   | 5   | 6   | 7   | 8   | 9   | 10  | 11  | 12  | 13  | 14  | Puntos | CP   | Puntos | CC  |
| ---- | -------------------- | --- | ------------- | --- | --- | --- | --- | --- | --- | --- | --- | --- | --- | --- | --- | --- | --- | ------ | ---- | ------ | --- |
| 1993 | Cagiva Team Agostini |     |               | AUS | MAL | JPN | ESP | AUT | GER | NED | EUR | RSM | GBR | CZE | ITA | USA | FIM |        |      |        |     |
| 1993 | Cagiva Team Agostini | 3   | John Kocinski |     |     |     |     |     |     |     |     |     |     | 4   | 4   | 1   | Ret | 51     | 11.º | 148    | 4.º |
| 1993 | Cagiva Team Agostini | 5   | Doug Chandler | 3   | 9   | 11  | Ret | 8   | 6   | 4   | Ret | DNS | DNS | 9   | 10  | Ret | 5   | 83     | 10.º | 148    | 4.º |
| 1993 | Cagiva Team Agostini | 12  | Mat Mladin    | 9   | 10  | Ret | Ret | 10  | 7   | Ret |     | 9   | DNS | DNS | Ret | Ret | 6   | 45     | 13.º | 148    | 4.º |
| 1993 | Cagiva Team Agostini | 63  | Juan Garriga  |     |     |     |     |     |     |     | 9   |     |     |     |     |     |     | 7      | 25.º | 148    | 4.º |
| 1993 | Cagiva Team Agostini | 68  | Carl Fogarty  |     |     |     |     |     |     |     |     |     | 4   |     |     |     |     | 13     | 23.º | 148    | 4.º |